# 音质符号
音质符号（英語：Voice Quality Symbols，缩写：VoQS）是一系列语音符号，用来转写在言語治療中被称为“语音质量”、“音质”的發音問題。在正常情况下它用来转写次要的发音细节。
VoQS符号通常与包括一段语音的花括号组合在一起，就像國際音標擴展中的韵律符号一样。可以用数字表示质量的相对程度，如⟨V!⟩用于糙声，而{3V!...3V!}表示位於其間的语音非常粗糙。 ⟨L̞⟩表示喉位偏低，{L̞1V! ... 1V!L̞}则表示喉位偏低，且声音較不粗糙。
VoQS在要修改的元素的大写字母上主要使用IPA或extIPA变音符号：“V”表示语音/发音方法；“L”表示喉；“J”表示下颌。数字等级标记：“1”表示轻微，“2”表示中等，“3”表示极端。

## 符号
以下符号用来表示一段语音中的气流机制，发声或次要发音。 例如“腭化声”表示整个花括号内的所有音素都发生腭化。

### 气流机制
“气流机制”指产生语音所需的气流的过程。
{ↀ} 颊气流
{Œ} 食管气流
{Ю} 气管–食管言语
{↓} 肺部吸气言语

### 发声类型
除清声以外的四种主要发声类型均会用一个不同的字母表示。
{V} 常态浊声
{F} 假声
{W} 耳语 (通常只有常态浊声才能发生耳语，而清声则保持清声。注意此“耳语”和下面的“耳语声”不同。)
{C} 嘎裂
更精细的调音用变音符号完成。“耳语声”和“气声”是不同于IPA的。
{Ṿ} 耳语声 (IPA的气声)
{V̰} 嘎裂声
{V̤} 气声
{C̣} 耳语嘎裂
{V͉} 松弛声
{V!} 糙声
{V‼} 室襞 性发声
{V̬‼} 复音
{Ṿ‼} 耳语室襞性发声
{VꜲ} 杓状会厌襞 性发声
{V͈} 挤喉发声/紧声 (通过压迫关节软骨，仅使前韧带声带振动。)
{W͈} 紧耳语
{ꟿ} 痉挛性发声障碍
{И} 电子喉 发声 (近似于电的符号)

### 喉位高度
{L̝} 喉位偏高声
{L̞} 喉位偏低声

### 喉上形态
唇部形态、舌部形态、软腭状态、颌和舌的形态。
{Vꟹ} 唇化声 (开圆唇；即[◌ʷ̜])
{Vʷ} 唇化声 (闭圆唇)
{V͍} 展唇声
{Vᶹ} 唇齿化声
{V̺} 舌尖化声
{V̻} 舌叶化声
{V˞} 卷舌声
{V̪} 齿化声
{V͇} 龈化声
{V͇ʲ} 腭–龈化声
{Vʲ} 腭化声
{Vˠ} 软腭化声
{Vʶ} 小舌化声 (IPA使用的自然扩展)
{Vˤ} 咽化声
{V̙ˤ} 喉–咽化声
{Vꟸ} 咽门化声
{Ṽ} 鼻化声
{V͊} 去鼻化声
{J̞} 颌位偏开声 (相对于正常颌位)
{J̝} 颌位偏闭声 (相对于正常颌位)
{J͔} 颌位偏右声
{J͕} 颌位偏左声
{J̟} 颌位突出声
{Θ} 舌突出声 (舌尖或舌头伸出较长时间)

### 复合记音
符号的组合也可以使用，例如{Ṿ̃}表示鼻化耳语， {WF̰}表示耳语嘎裂假声，{V͋‼}表示带有鼻化咬舌的室襞性发声。